# Oldenlandia robinsonii
Oldenlandia robinsonii là một loài thực vật có hoa trong họ Thiến thảo. Loài này được Pit. mô tả khoa học đầu tiên năm 1922.